# امیلی اوکونور
امیلی اوکونور (سوئدی: Emilie O'Konor؛ زادهٔ ۲۱ فوریهٔ ۱۹۸۳) بازیکن هاکی روی یخ اهل سوئد است.